# Марьямов, Григорий Борисович
Григорий Борисович Марьямов (13 января 1910 — 1995) — советский организатор кинопроизводства, редактор, кинодраматург и кинокритик, оргсекретарь правления Союза кинематографистов СССР, заслуженный деятель искусств Грузинской ССР.

## Биография
B 1932—1935 годах — главный редактор, заведующий художественно-производственным отделом треста «Востокфильм», который был призван вести киноработу в восточных регионах страны. При этом имелись в виду не только Татария, Чувашия, Башкирия, Крымская республика и прочие автономные республики Российской федерации, но и Казахстан, регионы Кавказа и едва ли не всей Средней Азии.
31 августа 1935 года Оргбюро ЦК ВКП(б) приняло постановление о ликвидации треста. После ликвидации треста работал сценарным редактором на киностудии «Мосфильм». 15 октября 1936 года в Верховном суде РСФСР начался показательный процесс над руководством «Востокфильма», которое обвинили в «преступном, бесхозяйственном ведении дела, расхищении государственных средств и срыве выполнения производственных планов». 27 октября 1936 года Марьямов был приговорён по статье 128 УК РСФСР к двум годам тюремного заключения.
Впоследствии работал редактором на киностудии «Мосфильм», помощником председателя Комитета по делам кинематографии, министра кинематографии СССР, начальником сценарно-постановочного отдела Министерства кинематографии СССР, а затем — старшим редактором сценарного отдела киностудии «Мосфильм». В качестве редактора входил в состав съёмочной группы киноэпопеи «Освобождение».
В конце 50-х годов стал одним из организаторов и руководителей Союза кинематографистов СССР, в ноябре 1965 года был избран оргсекретарём правления союза. В его компетенцию входило решение административно-хозяйственных вопросов. Благодаря его организаторским способностям были открыты Дома творчества в Репино под Ленинградом, в Пицунде на берегу Чёрного моря и в Дилижане, а также Дом ветеранов кино в Матвеевском.
В 1980 году был награждён орденом Дружбы народов.
Уйдя в отставку, поселился в Матвеевском, в Доме ветеранов кино, созданию которого отдал много сил и энергии. Умер в 1995 году в возрасте 85 лет.
Армен Медведев вспоминал:

Объяснить нынешним молодым кинематографистам, кто такой Григорий Борисович Марьямов, трудно. Они его просто не знают, для них он полулегенда, полуслух. Хотя по разным поводам в нашем Союзе всегда можно услышать: вот это сделал Марьямов, вот это построил Марьямов, вот это открывал Марьямов. Человек поразительной трудоспособности, Григорий Борисович приходил в Союз раньше всех, и горе хозяйственным работникам, если он замечал, что что-нибудь не в порядке. Даже если не была погашена или, наоборот, не вкручена лампочка, следовал страшный разнос. Боялись Марьямова до дрожи.